# André Batillat
André Batillat, né le 5 octobre 1901 à Saint-Nazaire où il est mort le 10 juin 1965, est architecte français actif à Saint-Nazaire.

## Œuvre architecturale
Il fait partie du mouvement artistique Seiz Breur. Il réalise l'hôtel du Berry (1952) à Saint-Nazaire, l'église de Donges et les villas Les Cèdres (vers 1930, également attribuée à Adrien Grave), Villa Blanche (1932) à La Baule-Escoublac,, puis Villa Rose (1933).
Il s'engage dans la Résistance durant l'Occupation allemande.